# California State Route 2
De California State Route 2, afgekort CA 2 of SR 2, is een state highway van de Amerikaanse deelstaat Californië. De weg loopt van Santa Monica naar SR 138. Het westelijke deel van de snelweg was vroeger deel van U.S. Route 66. De weg loopt door Hollywood en Beverly Hills.
1 · 
2 · 
3 · 
4 · 
7 · 
9 · 
11 · 
12 · 
13 · 
14 · 
15 · 
16 · 
17 · 
18 · 
19 · 
20 · 
22 · 
23 · 
24 · 
25 · 
26 · 
27 · 
28 · 
29 · 
32 · 
33 · 
34 · 
35 · 
36 · 
37 · 
38 · 
39 · 
41 · 
43 · 
44 · 
45 · 
46 · 
47 · 
49 · 
51 · 
52 · 
53 · 
54 · 
55 · 
56 · 
57 · 
58 · 
59 · 
60 · 
61 · 
62 · 
63 · 
65 · 
66 · 
67 · 
68 · 
70 · 
71 · 
72 · 
73 · 
74 · 
75 · 
76 · 
77 · 
78 · 
79 · 
82 · 
83 · 
84 · 
85 · 
86 · 
87 · 
88 · 
89 · 
90 · 
91 · 
92 · 
94 · 
96 · 
98 · 
99 · 
103 · 
104 · 
107 · 
108 · 
109 · 
110 · 
111 · 
112 · 
113 · 
114 · 
115 · 
116 · 
118 · 
119 · 
120 · 
121 · 
123 · 
124 · 
125 · 
126 · 
127 · 
128 · 
129 · 
130 · 
131 · 
132 · 
133 · 
134 · 
135 · 
136 · 
137 · 
138 · 
139 · 
140 · 
142 · 
144 · 
145 · 
146 · 
147 · 
149 · 
150 · 
151 · 
152 · 
153 · 
154 · 
155 · 
156 · 
158 · 
160 · 
161 · 
162 · 
164 · 
165 · 
166 · 
167 · 
168 · 
169 · 
170 · 
172 · 
173 · 
174 · 
175 · 
177 · 
178 · 
180 · 
182 · 
183 · 
184 · 
185 · 
186 · 
187 · 
188 · 
189 · 
190 · 
191 · 
192 · 
193 · 
197 · 
198 · 
200 · 
201 · 
202 · 
203 · 
204 · 
207 · 
210 · 
211 · 
213 · 
216 · 
217 · 
218 · 
219 · 
220 · 
221 · 
222 · 
223 · 
227 · 
229 · 
232 · 
233 · 
236 · 
237 · 
238 · 
241 · 
242 · 
243 · 
244 · 
245 · 
246 · 
247 · 
253 · 
254 · 
255 · 
259 · 
260 · 
261 · 
262 · 
263 · 
265 · 
266 · 
267 · 
269 · 
270 · 
271 · 
273 · 
275 · 
281 · 
282 · 
283 · 
284 · 
299 · 
330 · 
371 · 
710 · 
905